# Strausberg
Strausberg je město v německém spolkovém státě Braniborsko v zemském okrese Marecké Poodří; leží zhruba 30 km východně od metropole Berlína.

## Geografie

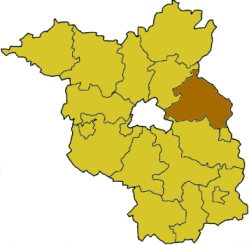
Poloha zemského okresu Marecké Poodří v Braniborsku
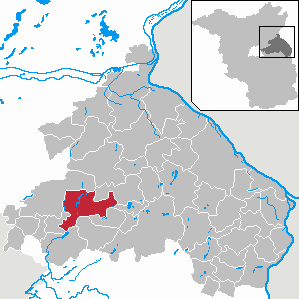
Poloha města Strausberg v zemském okresu Marecké Poodří

## Turistika

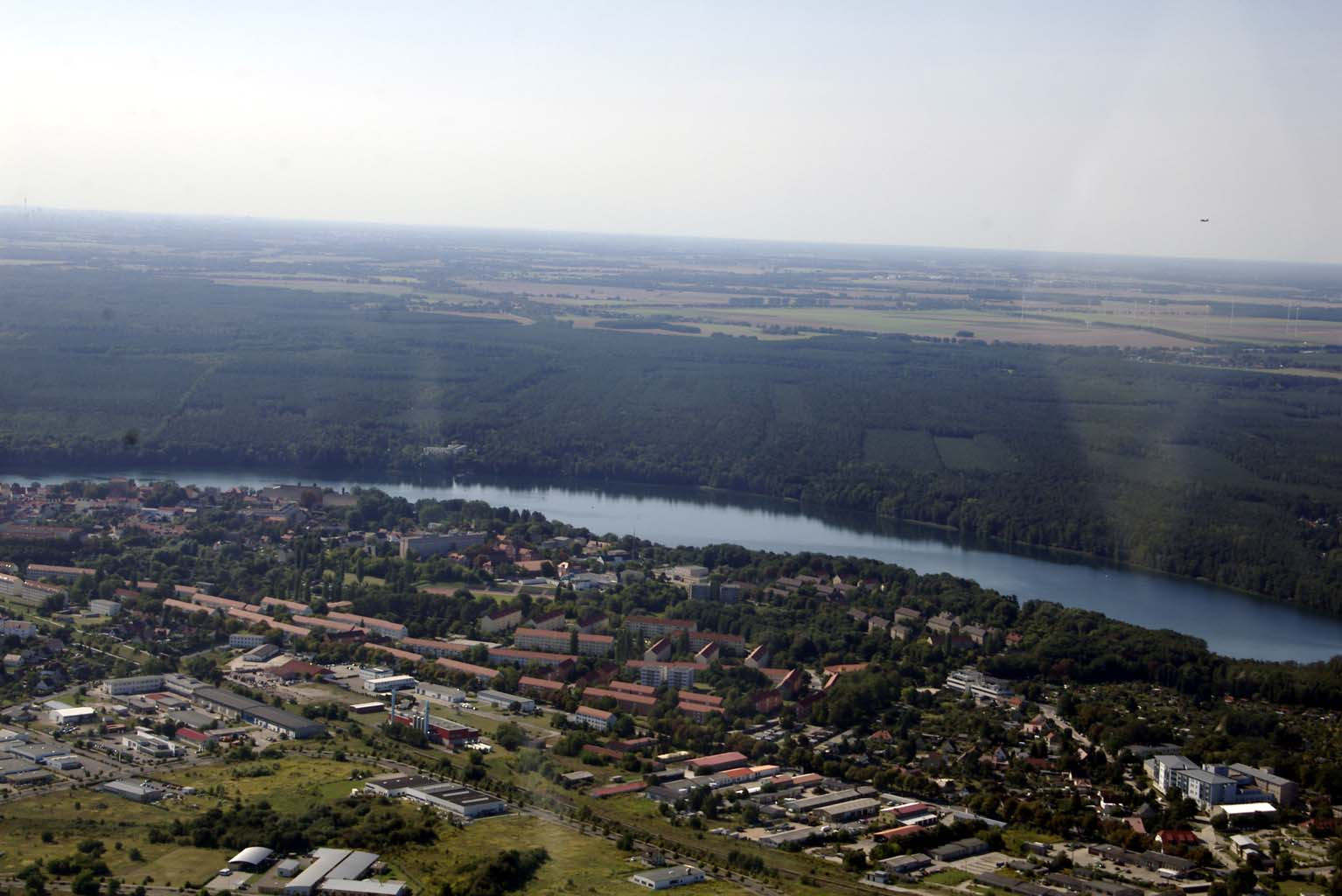
Panorama
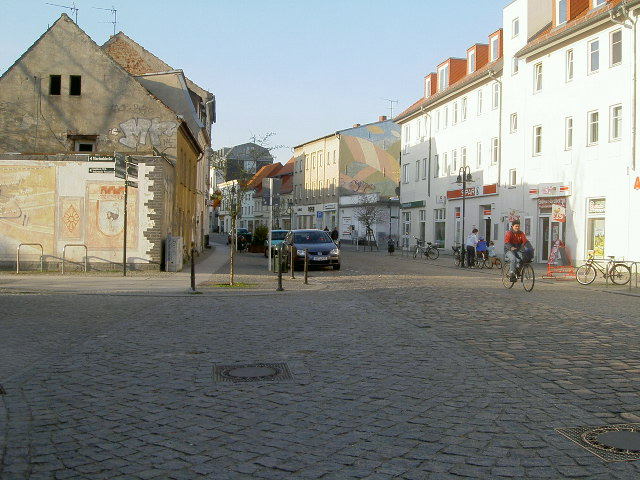
Staré Město
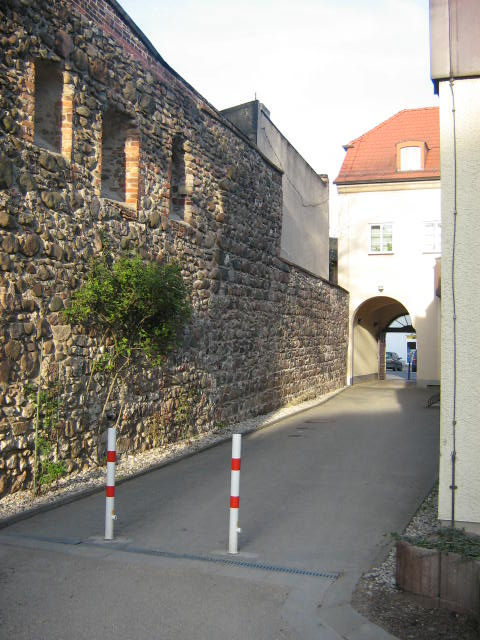
Hradební zeď

## Partnerská města
- Dębno – Polsko (1978)
- Frankenthal – Německo (1990)
- Terezín – Česko (1998)